# Henry Smith (fotbollsspelare)
Henry George Smith, född 10 mars 1956 i Douglas Water, Lanarkshire, Skottland, är en skotsk före detta fotbollsmålvakt. Han spelade största delen av sin karriär för Heart of Midlothian FC. Han fick spela sammanlagt tre landskamper för Skottlands landslag mellan 1988 och 1992.